# Serhij Klyment'jev
Serhij Volodymyrovyč Klyment'jev (in ucraino Сергій Володимирович Климентьєв?; Kiev, 5 aprile 1975) è un ex hockeista su ghiaccio ucraino.

## Carriera
Nel corso della sua carriera ha indossato le maglie di Sokil Kyiv (1992/93, 2009-2013), Medicine Hat Tigers (1993-1995), Rochester Americans (1994-1998), Philadelphia Phantoms (1998/99), Milwaukee Admirals (1998/99), Ak Bars Kazan (1999/2000, 2004-2006), Houston Aeros (2000/01), Metallurg Magnitogorsk (2002-2004), HK MVD (2006/07), Avangard Omsk (2007/08), Torpedo Nižnij Novgorod (2009/09) e Salavat Julaev (2009/09).
Nel 2006 è stato nominato giocatore ucraino dell'anno.